# Маргіта Фігулі
Маргіта Фігулі (словац. Margita Figuli; 2 жовтня 1909, Вишни Кубін, Австро-Угорщина — 27 березня 1995, Братислава, Словаччина) — словацька письменниця і поетеса. Народна артистка ЧССР (1974).

## Біографія
Маргіта Фігулі народилася в Австро-Угорській імперії в селі Вишни Кубін (нині — на території Жилінського краю в Словаччині). У 1924 році закінчила гімназію в Долни Кубін. У 1928 році Маргіта Фігулі закінчила Торговельну академію в Банська-Бистриця і стала працювати секретарем в братиславському Татра-банку.
Під час роботи в банку відвідувала заняття з музики по класу фортепіано в консерваторії. Також почала займатися письменницькою діяльністю, публікувала перші вірші.
Перші новели Маргіти Фігулі були опубліковані в «Календарі» Татра-банку, в журналах «Словенські погляди», «Жівена», «Елан». У 1941 році Маргіта Фігулі опублікувала антивоєнну розповідь «Сталевий птах», за який була звільнена з банку. З цього моменту вона цілком зайнялася літературною діяльністю.
Романи Маргіти Фігулі «Вавилон» і «Трійка гнідих» були перекладені на десятки мов світу, в тому числі і на українську мову. Переклад зробив Дмитро Андрухів.
Маргіта Фігулі померла в Братиславі, похована на кладовищі в «Славич удолі» («Солов'їна долина»).

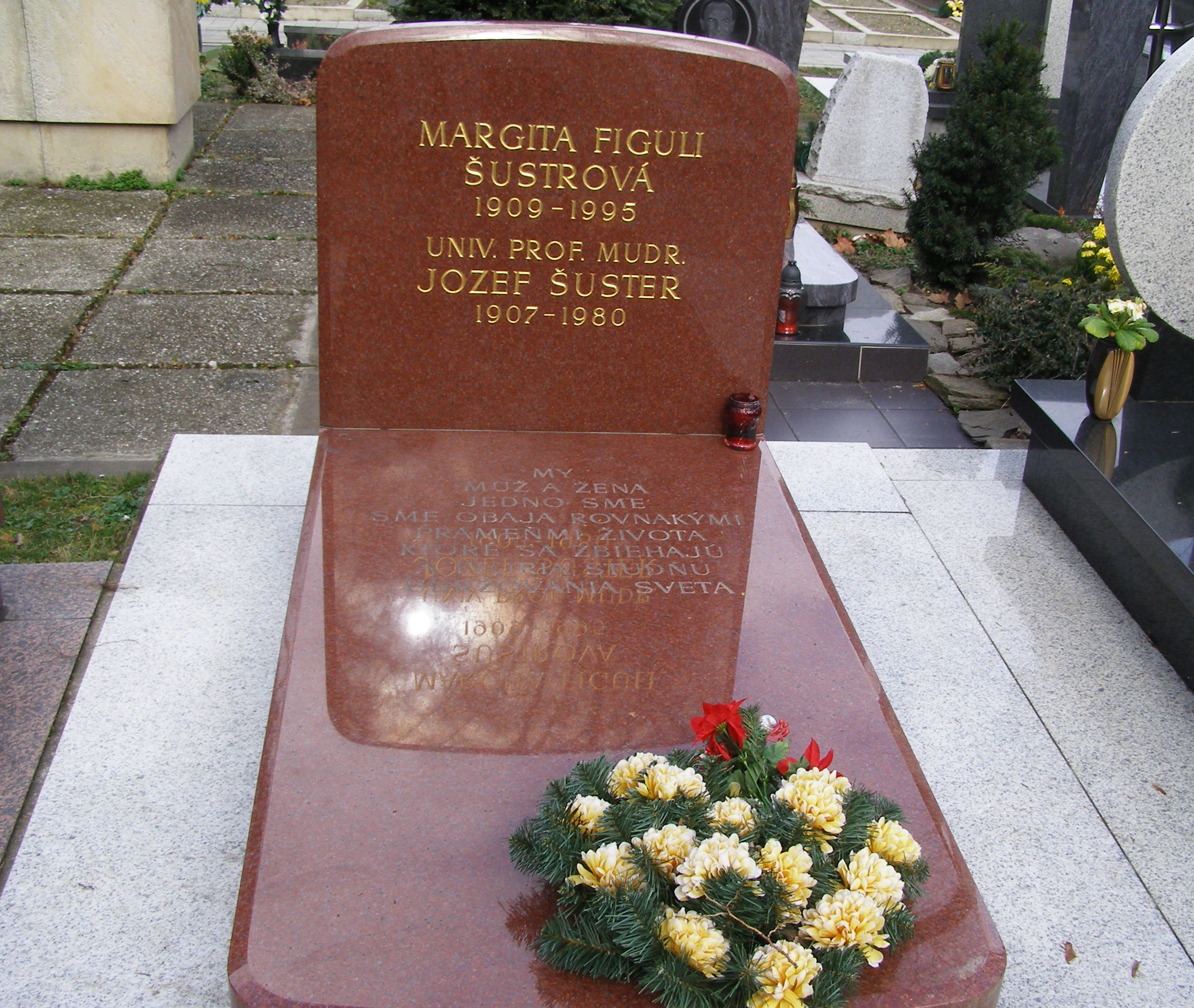
Могила Маргіти Фігулі на братиславському кладовищі в «Славич удолі»

## Твори
- Вавилон (1943; вид. 1946);
- Трійка гнідих (1940; перероблений на вимогу цензури в 1958);
- Зузана;
- Нитка Аріадни (1964);
- Вихор в нас (1974);
- Балада для дітей про національного героя Словаччини Юрая Яношика (1980).

## Вшанування пам'яті
В парку особистостей Дольний Кубін встановлений пам'ятник Маргіті Фігулі.

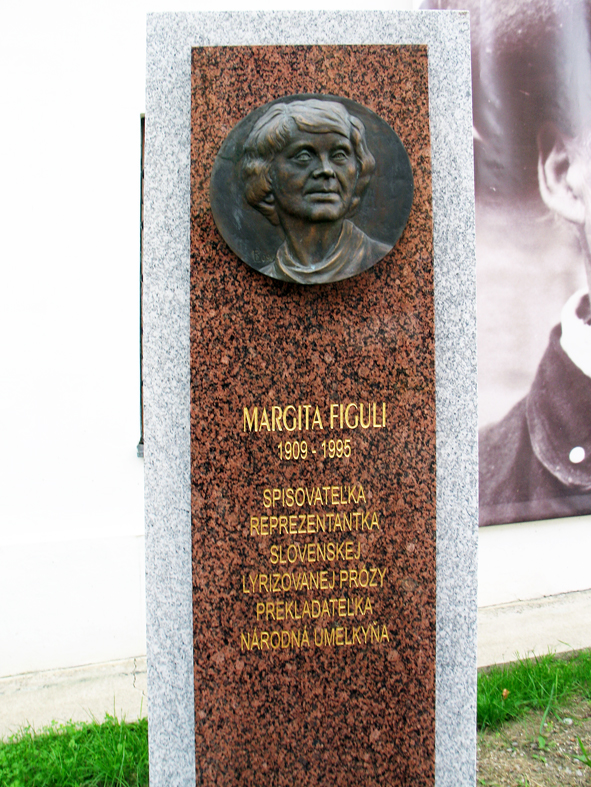